# زنان در جنگ الجزایر

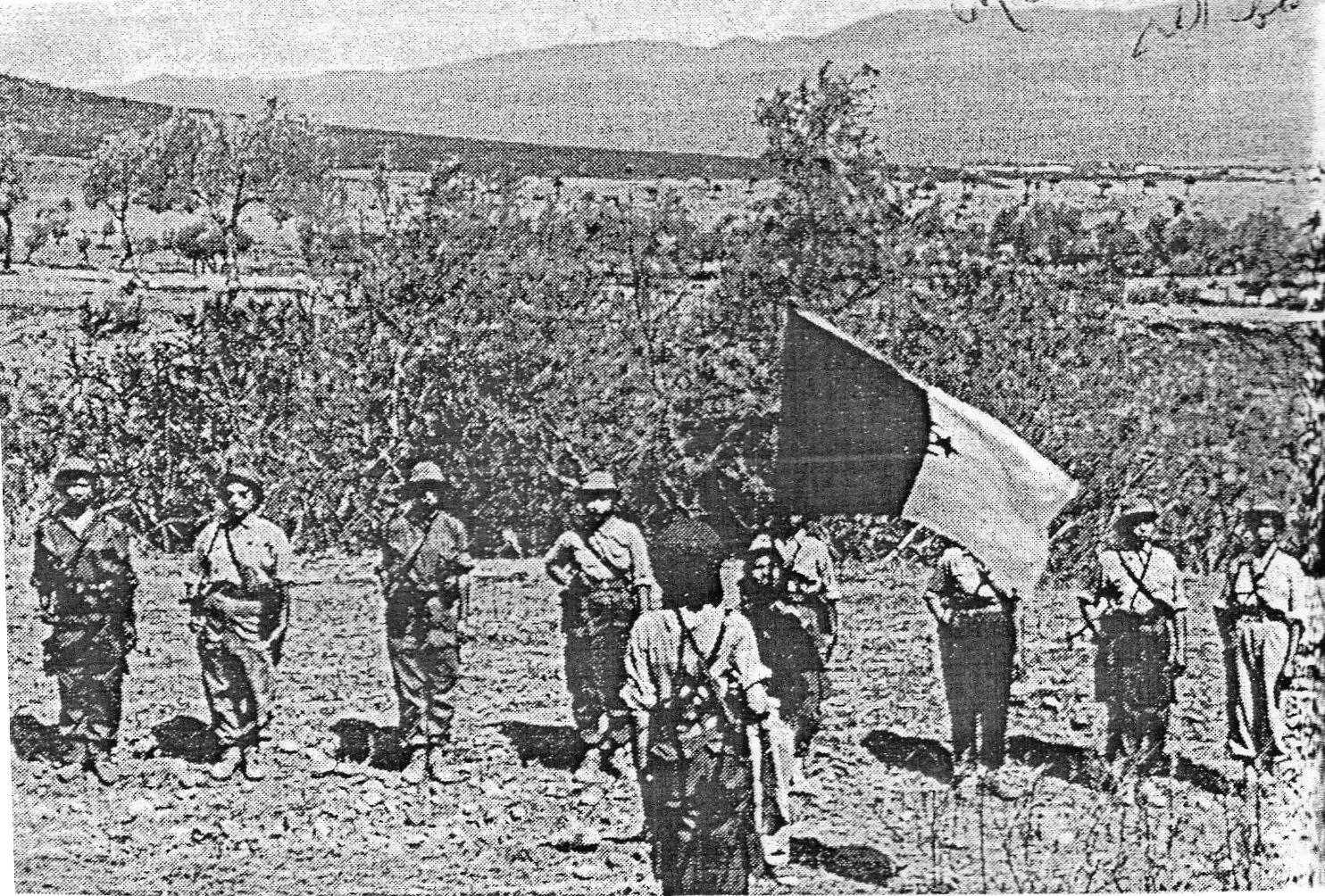
زنان در استقلال الجزایر با پرچم

زنان در جنگ الجزایر (عربی: دور النساء في الحرب الجزائرية) طی سال‌های ۱۹۵۴ تا ۱۹۶۲ دارای مسئولیت‌های مختلفی بوده‌اند. اکثر زنان مسلمان که نقش فعالی در این زمینه داشته‌اند در جبهه آزادیبخش الجزایر بوده‌اند. فرانسویان نیز اقدام به به‌کارگیری زنان مسلمان در فعالیت‌های جنگی کردند ولی فعالیت‌های آن‌ها به گستردگی و کیفیت مأموریت‌هایی که زنان الجزایری انجام می‌دادند نبود. بر اساس آمار ثبت شده، تعداد زنان شرکت‌کننده در جنگ استقلال الجزایر به ۱۱۰۰۰ تن می‌رسیده‌است، البته آمار واقعی ممکن است خیلی بیشتر از این بوده باشد.
زنان شرکت‌کننده در این جنگ دو دسته بودند، زنان تحصیل کرده و با سواد که حدود ۲۰ درصد را تشکیل می‌دادند و زنان کم سواد و روستایی که سواد کاملی در زمینه خواندن و نوشتن نداشتند و این دسته حدود ۸۰ درصد بقیه را تشکیل می‌دهند. زنان دسته دوم در همان مناطقی که سکونت داشتند برای جبهه آزادیبخش عملیات می‌کردند.
زنان مبارز روستایی در جنگ الجزایر به عنوان مجاهد شناخته می‌شدند. آنها «خانه‌ها و خانواده‌های خود را ترک کردند تا به گروه‌های چریکی مسلح FLN و ارتش آزادیبخش ملی (ALN) بپیوندند». آنها می‌خواستند جوان، مجرد و آماده باشند تا «با تأیید یا بدون تأیید خانواده خود» به مقاومت بپیوندند. مجاهدین همچنین «مددکار اجتماعی جمعیت روستایی در مناطقی که در آنها مستقر شده بودند به زنان دهقان محلی در مورد موضوعاتی مانند بهداشت و آموزش مشاوره می‌دادند». آنها همچنین مسئولیتهای سیاسی مهمی داشتند زیرا بسیاری از این مبارزان زن برای تبلیغ FLN اقدام به «تشکیل جلسات سیاسی با زنان محلی» می‌کردند.
زنان مبارز شهرنشین به عنوان فدائیان نامیده می‌شدند و عمدتاً «در مراکز شهری به فعالیت‌های شبه نظامی مشغول بودند».

## مراحل
زنان در جریان انقلاب در مناطق مختلفی عملیات می‌کردند. مریدیت تورچان می‌گوید «زنان رزمنده در اشکال مختلف از قبیل جاسوس، گدا، پرستار و سر آشپز به‌صورتی فعال عمل می‌کردند»
ژرارد دیگروت اضافه می‌کند «زنان در زمینه‌های جابجایی، ارتباطات و امور پشتیبانی به مردان رزمنده کمک می‌کردند». هر چند زنان هم در فعالیت‌های عملیاتی و هم در فعالیت‌های پشت جبهه شرکت داشتند ولی اکثر فعالیت‌های آن‌ها در زمینه‌های غیر عملیاتی بود. این زنان غالباً زنان ساکن مناطق روستایی و علفزارها بودند، هر چند که کم بودن میزان شرکت آن‌ها در عملیات‌ها بمعنای کم کردن از میزان اهمیت فعالیت‌های آن‌ها نیست.

## زنان رزمنده
علیرغم این واقعیت که زنان شرکت‌کننده در عملیات‌ها کمتر از ۷۰ درصد یعنی حدود ۲ درصد از کل زنان شرکت‌کننده در بخش نظامی جبهه آزادیبخش الجزایر بودند ولی این عملیات به ویژه مواردی که در سال ۱۹۵۷ در پایتخت صورت گرفت مورد توجه بسیار زیادی قرار گرفت. علت این توجه این بود که زنانی همچون جمیله بوحرید و برخی زنان رزمنده دیگر نیز در بین این قبیل زنان که در فعالیت‌های عملیاتی علیه فرانسوی‌های در پایتخت الجزایر شرکت می‌کردند وجود داشتند و هنگامی که این زنان به ویژه جمیله بوحرید دستگیر شدند از حمایت بین‌المللی گسترده‌ای برخوردار بودند. دلیل دیگر این بود که تأثیر این فعالیت‌ها به‌خصوص این که بدست زنان صورت می‌گرفت بسیار حیاتی تر از تأمین غذا و دارو برای جبهه آزادیبخش ملی بود.

## فعالیت‌های مخفی
علاوه بر مأموریت‌های پشتیبانی، زنان از امکانات خاصی برخوردار بودند که به آن‌ها امکان اقدام به مأموریت‌های مخفی که برای مردان مشکل بود را می‌داد. هر چند که این زنان از این امکانات در تمامی مناطق شهری و روستایی استفاده می‌کردند ولی تمرکز فعالیت‌هایی که زنان می‌توانستند بکنند بیشتر در مناطق شهری بود که بهترین مثال آن هم نبردها در پایتخت الجزایر بود. در حالی که مردان بخاطر احتمال دستگیری توسط فرانسوی‌ها عمدتاً مخفیانه عمل می‌کردند، این زنان قادر بودند به صورت علنی به هر جایی تردد داشته و الزامات نبرد را جابجا کنند. این زنان در تردداتشان یا از حجاب یا از پوشش فرانسوی برای عادی سازی استفاده می‌کردند. یکی از اتهاماتی که به زنان رزمنده از جمله جمیله بوحرید زده می‌شد این بود که علاوه بر این که بدستور رهبران جبهه آزادیبخش ملی اقدام به عملیات کرده‌اند، پوششان را نیز تغییر داده‌اند.

## زنان و جبهه آزادیبخش ملی
در خارج از الجزایر، جبهه آزادیبخش ملی سیاست‌هایش را طوری برنامه‌ریزی کرده بود که شرکت زنان در جنگ استقلال الجزایر را برجسته تر می‌کرد. سروده «المجاهد» که یکی از سروده‌های جبهه آزادیبخش ملی بود زنان شهید را که بمثابه محور نبرد بودند را بمثابه اسطوره توصیف می‌کند.
مقالاتی که در مورد شرکت زنان در جریان نبرد در روزنامه‌ها منتشر می‌شد نقش قهرمانانه و شجاعانه زنان در نبرد را به‌خوبی روشن می‌ساخت. کما اینکه فرانتس فانون نیز در کتاب‌هایش به مشارکت زنان در نبرد و تأثیر آن‌ها در تحقق پیروزی اشاره کرده‌است. جبهه آزادیبخش قادر بود در زنان این انگیزه را به وجود بیاورد که اندیشه آزادی بر پیشرفت اجتماعی اولویت دارد و به این ترتیب بود که جبهه آزادیبخش تصمیم به شرکت دادن زنان در نبرد گرفت. البته بعدها از عمل کردن به وعده‌هایش در ازاء این مشارکت زنان خودداری کرد.

## فرانسه و زنان
در آغاز سال ۱۹۵۷ و در جریان شکنجه‌های زیاد زنان اسیر شده، فرانسویان پی به نقشی که زنان عضو جبهه آزادیبخش در مراحل مختلف داشتند پی بردند. تقریباً در همین مدت فرانسویان یک بسیج «آزاد سازی» که زنان را هدف قرار داده بود ترتیب دادند که مانع از جذب آن‌ها به جبهه آزادیبخش شوند. از جمله اجرای طرحی تحت عنوان «طرح قسطنطنیه» برای بالا بردن سطح فرهنگی زنان از جمله اعطای آزادی بیان بیشتر در صورتی که ازدواج کنند و در اماکن عمومی بدون حجاب ظاهر شوند و همچنین اعطای حق رأی در سال ۱۹۵۷ و به‌کارگیری سمبلیک زنان مسلمان در مناصب عمومی و اقدامات دیگری از این قبیل؛ ولی از بد شانسی فرانسوی‌ها این بسیج علی‌رغم این که برخی دستاوردهایی برای آن‌ها داشت ولی نتیجه چندانی نداشت.

## بعد از استقلال
علیرغم شرکت گسترده و نقش فعال زنان در انقلاب الجزایر ولی به دلیل شرایط اجتماعی و دینی و فرهنگی حاکم بر الجزایر، نقش چندانی به زنان در بعد از انقلاب داده نشد و آن‌ها به همان شرایطی که قبل از انقلاب داشتند برگشتند.